# TLC: Tables, Ladders & Chairs (2011)
TLC: Tables, Ladders & Chairs (2011) – gala wrestlingowa w PPV. Odbędzie się ona w Filadelfii. Będzie to 14. gala w 2011 roku we wrestlingu, a 3. z serii TLC.

## Walki
| #    | Mecz                                                                   | Rodzaj meczu | Czas  | Zwycięzca     |
| ---- | ---------------------------------------------------------------------- | --- | ----- | ------------- |
| Dark | Drew McIntyre vs Alex Riley                                            | Singles match | N/A   | Drew McIntyre |
| 1    | Dolph Ziggler vs Zack Ryder                                            | Singles match + WWE United States Championship                                                                   | 10:23 | Zack Ryder    |
| 2    | AirBoom (Kofi Kingston & Evan Bourne) vs Primo & Epico (z Rosa Mendes) | Tag Team match + WWE Tag Team Championship                                                                       | 07:32 | AirBoom       |
| 3    | Randy Orton vs Wade Barrett                                            | Tables match | 10:16 | Randy Orton   |
| 4    | Beth Phoenix vs Kelly Kelly                                            | Singles match + WWE Divas Championship                                                                           | 05:17 | Beth Phoenix  |
| 5    | Triple H vs Kevin Nash                                                 | Ladder match + (nad ringiem zawieszony był młot. Ten kto go użył - wybierze stypulację : pinfall lub submission) | 18:13 | Triple H      |
| 6    | Sheamus vs Jack Swagger (z Vickie Gurrero)                             | Singles match | 05:57 | Sheamus       |
| 7    | Mark Henry vs Big Show                                                 | Chairs match + WWE World Heavyweight Championship                                                                | 05:31 | Big Show      |
| 8    | Daniel Bryan vs Big Show                                               | Singles match + WWE World Heavyweight Championship                                                               | 00:10 | Daniel Bryan  |
| 9    | Cody Rhodes vs Booker T                                                | Singles match + WWE Intercontinental Championship                                                                | 07:18 | Cody Rhodes   |
| 10   | CM Punk vs The Miz vs Alberto Del Rio                                  | Triple Threat Tables, Ladders & Chairs match + WWE Championship                                                  | 18:25 | CM Punk       |